# قانون مرور زمان
قانون مرور زمان (انگلیسی: Statute of limitations) اشاره به قوانینی دارد که توسط قانون‌گذار تعریف می‌شود و به زمانی گفته می‌شود به موجب قانون پس از انقضای آن مدت، تعقیب فرد و مسئله قانونی موقوف خواهد شد. در کامن‌لا مرور زمان عبارت است از گذشتن مدتی که به موجب
قانون پس از انقضاء آن مدت، دعوی شنیده نمی‌شود و دیگر نمی‌توان بابت آن شکایتی کرد.

## قانون مرور زمان در ایران
در ایران مرور زمان در جرایمی وجود دارد که مجازات قانونی آن از نوع «مجازات بازدارنده یا اقدامات تأمینی و تربیتی»
باشد. ویژگی این جرایم آن است که نوع و میزان مجازات آنها در شرع پیشبینی نشده‌است؛ بنابراین جرایم حدی مثل زنا، قصاص و دیه
مشمول مرور زمان نمی‌شود وهمچنین است در جرایم علیه امنیت،جرایم اقتصادی،جرایم موضوع قانون مبارزه با مواد مخدر و جرایم منصوص شرعی و اگر کسی در جوانی این جرایم را مرتکب شده باشد و تا کهنسالی به وی دسترسی ایجاد نشود، باز هم
می‌توان او را دستگیر و مجازات کرد. مرور زمان به مرور زمان شکایت(ماده ۱۰۶ قانون مجازات اسلامی)مرور زمان تعقیب(ماده ۱۰۵ قانون مجازات اسلامی)مرور زمان صدور حکم(ماده ۱۰۷ قانون مجازات اسلامی)مرور زمان اجرای مجازات(ماده ۱۰۷ قانون مجازات اسلامی)تقسیم بندی می‌شود. 